# Аэме (озеро)
Аэме — второе по величине озеро Бенина. Оно имеет площадь 78 квадратных километров в сухой сезон и увеличивается до 100 квадратных километров в сезон дождей. Озеро имеет длину 24 километра и среднюю ширину 3,6 километра. Река Куффо впадает в северный конец озера, а канал Ахо соединяет южный конец озера с городом Гран-Попо на побережье Атлантического океана. Этот канал имеет южное направление во время сезона дождей, но меняет его в сухой сезон, что приводит к увеличению солености южного конца озера.
Двумя основными этническими группами, проживающими на берегах озера, являются племена Педа (фр. Pedah) и Айидзо (фр. Ayizo). Основными видами экономической деятельности в районе озера являются сельское хозяйство и рыболовство. В озере зарегистрирован 71 вид рыб.
47 500 гектаров, включая болота в нижней части реки Куффо, пролив Ахо и город Гран-Попо, были названы Рамсарским участком и определены в качестве ключевой орнитологической территории.